# Chevilly-Larue
Chevilly-Larue is een gemeente in het Franse departement Val-de-Marne (regio Île-de-France) en telt 18.149 inwoners (1999). De plaats maakt deel uit van het arrondissement L'Haÿ-les-Roses.

## Geografie
De oppervlakte van Chevilly-Larue bedraagt 4,2 km², de bevolkingsdichtheid is 4321,2 inwoners per km².
De onderstaande kaart toont de ligging van Chevilly-Larue met de belangrijkste infrastructuur en aangrenzende gemeenten.

## Demografie
Onderstaande figuur toont het verloop van het inwonertal (bron: INSEE-tellingen).